# ニウェーゴ郡 (ミシガン州)
ニウェーゴ郡（英: Newaygo County）は、アメリカ合衆国ミシガン州ロウアー半島の西部に位置する郡である。2010年国勢調査での人口は48,460人であり、2000年の47,874人から1.2%増加した。郡庁所在地はホワイトクラウド市（人口1,408人）であり、同郡で人口最大の都市はフレモント市（人口4,081人）である。
郡名の由来については、1819年のサギノー条約に署名したオジブワ族インディアンの指導者に因むという説と、インディアンの言葉で「大量の水」を意味するという説がある。

## 地理
アメリカ合衆国国勢調査局に拠れば、郡域全面積は861.39平方マイル (2,231.0 km2)であり、このうち陸地842.37平方マイル (2,181.7 km2)、水域は19.03平方マイル (49.3 km2)で水域率は2.21%である。

### 特徴的な地形
- 郡内には230以上の湖がある。河川の総延長は350マイル (560 km) 以上ある
- 20世紀の初めに建設された3つの巨大なダムがある。すなわち、クロトン・ダム、ハーディ・ダム、ニウェーゴ・ダムである。ハーディ・ダムは、ミシシッピ川以東では最大の土盛りダムである[6]
- 郡領域の半分以上はマニスティー国立の森に入っている

#### 河川
- マスキーゴン川
- ログ川
- ホワイト川

### 主要高規格道路
- ミシガン州道20号線
- ミシガン州道37号線
- ミシガン州道82号線
- ミシガン州道120号線
- 郡道31号線、マスキーゴン郡との境に沿って走る、マスキーゴン郡が維持
- 郡道35号線
- 郡道96号線

### 隣接する郡
- レイク郡 - 北
- メコスタ郡 - 東
- モンカルム郡 - 東
- ケント郡 - 南東
- マスキーゴン郡 - 南西
- オセアナ郡 - 西

### 国立保護地域
- マニスティー国立の森（部分）

## 人口動態
以下は2000年の国勢調査による人口統計データである。
| 基礎データ - 人口: 47,874人 - 世帯数: 17,599 世帯 - 家族数: 12,935 家族 - 人口密度: 22人/km2（57人/mi2） - 住居数: 23,202軒 - 住居密度: 11軒/km2（28軒/mi2） 人種別人口構成 - 白人: 94.80% - アフリカン・アメリカン: 1.12% - ネイティブ・アメリカン: 0.65% - アジア人: 0.29% - 太平洋諸島系: 0.03% - その他の人種: 1.63% - 混血: 1.48% - ヒスパニック・ラテン系: 3.85% 先祖による構成 - ドイツ系：20.5% - オランダ系：14.4% - アメリカ人：12.1% - イギリス系：9.4% - アイルランド系：8.1% - ポーランド系：5.0% 言語による構成 - 英語：95.7% - スペイン語：3.2% | 年齢別人口構成 - 18歳未満: 29.1% - 18-24歳: 7.4% - 25-44歳: 27.5% - 45-64歳: 23.2% - 65歳以上: 12.8% - 年齢の中央値: 36歳 - 性比（女性100人あたり男性の人口） - 総人口: 99.6 - 18歳以上: 97.2 世帯と家族（対世帯数） - 18歳未満の子供がいる: 35.2% - 結婚・同居している夫婦: 60.2% - 未婚・離婚・死別女性が世帯主: 9.0% - 非家族世帯: 26.5% - 単身世帯: 22.2% - 65歳以上の老人1人暮らし: 9.0% - 平均構成人数 - 世帯: 2.68人 - 家族: 3.13人 収入と家計 - 収入の中央値 - 世帯: 37,130米ドル - 家族: 42,498米ドル - 性別 - 男性: 35,549米ドル - 女性: 22,738米ドル - 人口1人あたり収入: 16,976米ドル - 貧困線以下 - 対人口: 11.6% - 対家族数: 9.0% - 18歳未満: 14.6% - 65歳以上: 8.5% |

## 経済
ニウェーゴ郡の経済では観光業が最も重要となっており、続いて農業と小さな製造業がある。国際的な赤ちゃん用食品メーカーのガーバー・プロダクツ社が約1,300人を雇用しており、郡内最大の雇用主である。
郡内には数多い夏のコテージがある。郡内の河川では春にスティールヘッド、秋にはサケが釣れる。マニスティー国立の森では、キャンプ、狩猟、クロスカントリースキー、自転車乗り、野鳥観察、オフロード車ドライブの人気がある。

### 著名な企業・雇用主
- ボルトハウス・ファームズ - グラント市（2010年6月にグラント市での操業を閉鎖、カリフォルニア州で操業中）
- ニウェーゴ郡 - ホワイトクラウド市
- デュラ・オートモーティブ・システムズ - フレモント市
- ガーバー・メモリアル・ヘルス・サービシーズ - フレモント市
- ガーバー・プロダクツ社 - フレモント市
- グラント・タワー[8] - グラント市
- マグナ・ドネリー[9] - ニウェーゴ市
- ノース・アメリカン・リフラクトリーズ[10] - ホワイトクラウド市
- バルスパー・コーポレーション - フレモント市
- ウィルバー・エリス[11] - グラント市

## 郡政府
郡政府は郡監獄の運営、地方道の維持、地方裁判所の運営、権利譲渡と抵当権設定記録など重要記録の維持、公衆衛生規制の管理、福祉など社会サービスの項目で州の施策への参加を行う。郡政委員会は予算を管理するが、法や条例を作るのは限定付き権限である。ミシガン州では、警察と消防、建設と区画割、税評価、街路維持など地方政府の大半機能は個々の都市と郡区の責任である。

## 祭と行事
- 全市倉庫市 - グラント市
- フロンティア・フェスティバル - グラント市
- 収穫祭 - フレモント市
- 林業祭 - ニウェーゴ市
- バイトリー・ホームカミング - バイトリー
- ナショナル・ベビーフード祭 - フレモント市
- パウワウ - ホワイトクラウド市
- サンタ・パレード - フレモント市
- マス祭 - ニウェーゴ市
- 西ミシガン最長の倉庫市 - グラント市、ニウェーゴ市、ホワイトクラウド市、バイトリー
- ウィンターフェスト - ニウェーゴ市

## 歴史ある場所
ミシガン州歴史保護事務所が指定した場所が16か所ある。そのうち2か所はアメリカ合衆国国家歴史登録財に登録されている。
| - ビッグプレーリー・グランジホール No. 935 - グッドウェル郡区 - バーチグローブ学校 - リンカーン郡区 - クロトン会衆派教会 - クロトン郡区 - クロトン水力発電施設 - クロトン郡区 - エンスリー・ウィンドミル・タワー - 第一クリスチャン改革派教会 - フレモント市 - ガーバー、コーネリアス、コテージ - シェリダン・チャーター郡区 - グラント駅と給水塔 - グラント市 | - ハーディ水力発電施設 - ビッグプレーリー郡区 - ライリー地区 No. 5 学校 - ライリー郡区 - オークグローブ地区 No. 3 校舎 - クロトン郡区 - ペノイアーの製材所 - ニウェーゴ市 - セントマーク・エピスコパル教会 - ニウェーゴ市 - ダニエル・ウィーバー邸 - デンバー郡区 - ホワイトクラウド・ビレッジホール - ホワイトクラウド市 - ジョン・F・ウッド邸 - ニウェーゴ市 |

## 郡区
ニウェーゴ郡は下記24の郡区に分割されている。
| - アシュランド - バートン - ビーバー - ビッグプレーリー - ブリッジトン - ブルックス | - クロトン - デイトン - デンバー - エンスリー - エバレット - ガーフィールド | - グッドウェル - グラント - ホーム - ライリー - リンカーン - メリル | - モンロー - ノーウィッチ - シェリダン・チャーター - シャーマン - トロイ - ウィルコックス |

## 都市と町
| 都市 - フレモント - グラント - ニウェーゴ - ホワイトクラウド - 郡庁所在地 | 村 - ヘスペリア（部分） | 未編入の町 - バイトリー - ブランズウィック - リバービュー - ウッドランドパーク |

## 宗教
ニウェーゴ郡はローマ・カトリック教会グランドラピッズ教区に属している。